# Heteroconis papuensis
Heteroconis papuensis är en insektsart som beskrevs av Meinander 1990. Heteroconis papuensis ingår i släktet Heteroconis och familjen vaxsländor. Inga underarter finns listade i Catalogue of Life.